# چوی سونگ هیون
چوی سونگ هیون (کره‌ای: 최송현؛ زادهٔ ۱۱ آوریل ۱۹۸۲) بازیگر اهل کره جنوبی است. چوی حرفهٔ خود در تلویزیون را به عنوان گوینده در شبکه کی‌بی‌اس در سال ۲۰۰۶ آغاز کرد و سپس از این شبکه کناری‌گیری کرد تا روی فعالیت بازیگری تمرکز کند. او سپس در فیلم‌ها و مجموعه‌های تلویزیونی همچون رسوایی اینسادونگ (۲۰۰۹)، پرنسس دادستان (۲۰۰۹) و من به عشق نیاز دارم (۲۰۱۰) ایفای نقش کرد.

## فیلم‌شناسی

### فیلم
| سال  | عنوان            | نقش                           |
| ---- | ---------------- | ----------------------------- |
| ۲۰۰۹ | رسوایی اینسادونگ | گونگ سو جونگ                  |
| ۲۰۰۹ | دوست‌دخترها       | سو کیونگ (حضور افتخاری)       |
| ۲۰۱۰ | نیمه‌شب اف‌ام      | نویسنده رادیو پارک کیونگ یانگ |
| ۲۰۱۲ | یونگ گون در زمان | سونگ هیون                     |

### مجموعه تلویزیونی
| سال  | عنوان                     | نقش                              | شبکه    |
| ---- | ------------------------- | -------------------------------- | ------- |
| ۲۰۰۸ | گرومت                     | مجری مسابقه آشپزی                | اس‌بی‌اس  |
| ۲۰۰۹ | لبخند بزن                 | هونگ سون وو                      | اس‌بی‌اس  |
| ۲۰۰۹ | خانم تاون                 | جکی جونگ                         | تی‌وی‌ان  |
| ۲۰۱۰ | پرنسس دادستان             | جین جونگ سون                     | اس‌بی‌اس  |
| ۲۰۱۰ | میلیاردر شدن              | مادر چوی سوک بونگ (حضور افتخاری) | کی‌بی‌اس۲ |
| ۲۰۱۰ | رئیس‌جمهور                 | نا جو ری                         | کی‌بی‌اس۲ |
| ۲۰۱۱ | من به عشق نیاز دارم       | کانگ هیون جو                     | تی‌وی‌ان  |
| ۲۰۱۲ | نمی‌تونم بدون تو زندگی کنم | کیم دو هی                        | ام‌بی‌سی  |
| ۲۰۱۲ | به عشق نیاز دارم ۲۰۱۲     | کانگ هیون جو (حضور افتخاری)      | تی‌وی‌ان  |
| ۲۰۱۳ | تیم عملیات ویژه ۱۰        | یو سو هیون (مهمان، قسمت ۹)       | اوسی‌ان  |
| ۲۰۱۳ | ستاره سیب‌زمینی ۲۰۱۳کیوآر۳ | نو بو یونگ                       | تی‌وی‌ان  |
| ۲۰۱۴ | ماما                      | نا سه نا                         | ام‌بی‌سی  |
| ۲۰۱۶ | کارآگاه خون‌آشام           | سو سونگ هی (مهمان، قسمت ۲)       | اوسی‌ان  |
| ۲۰۱۶ | در راه فرودگاه            | هان جی اوک                       | کی‌بی‌اس۲ |
| ۲۰۱۶ | جنتلمن مغازه خیاطی        | لی یون هی (حضور افتخاری)         | کی‌بی‌اس۲ |
| ۲۰۱۷ | ماشین تحریر شیکاگو        | مجری (حضور افتخاری)              | تی‌وی‌ان  |

### ورایتی شو
| سال  | عنوان                                     | شبکه    | توضیحات |
| ---- | ----------------------------------------- | ------- | ------- |
| ۲۰۰۷ | کافه علم و فناوری                         | کی‌بی‌اس۱ | مجری    |
| ۲۰۰۷ | سانگ سانگ پلاس                            | کی‌بی‌اس۲ | مجری    |
| ۲۰۰۷ | Open and It Is the World of Nursery Rhyme | کی‌بی‌اس۱ | مجری    |
| ۲۰۰۸ | کمپین برای یک ملت خوب                     | کی‌بی‌اس۲ | مجری    |
| ۲۰۱۰ | آخر هفته و سینما                          | سی‌جی‌وی  | مجری    |
| ۲۰۱۲ | معحزه در خیابان هفتم                      | کیوتی‌وی | مجری    |
| ۲۰۱۲ | اکتشاف جنسیت‌ها                            | ام‌بی‌سی  | مجری    |
| ۲۰۱۳ | فایل پرونده‌های کره‌ای شماره ۵              | ئی چنل  | مجری    |
| ۲۰۱۶ | قانون جنگل                                | اس‌بی‌اس  | مهمان   |

## تئاتر موزیکال
| سال  | عنوان    | نقش |
| ---- | -------- | --- |
| ۲۰۱۰ | فلای بوی |     |

## جوایز و نامزدی‌ها
| سال  | مراسم جوایز         | دسته                                     | نامزد / اثر    | نتیجه |
| ---- | ------------------- | ---------------------------------------- | -------------- | ----- |
| ۲۰۰۷ | جوایز درامای کی‌بی‌اس | بهترین تازه‌کار (مجری زن) در یک ورایتی شو | سانگ سانگ پلاس | برنده |